# Camille Seri
Camille Seri (1 de mayo de 1999) es una deportista de Francia que compite en atletismo. Ganó una medalla de plata en el Campeonato Europeo de Atletismo Sub-23 de 2021, en la prueba de 4 × 400 m.